# Dimensión de Hausdorff-Besicovitch

Ejemplo de estimación de la dimensión de Hausdorff-Besicovitch para la costa de gran Bretaña

La dimensión de Hausdorff o dimensión de Hausdorff-Besicovitch es una generalización métrica del concepto de dimensión de un espacio topológico, que permite definir una dimensión fraccionaria (no entera) para un objeto fractal.
La medida fue introducida hacia 1917 por Felix Hausdorff, aunque fue estudiada mucho más extensivamente por Abram Besicovitch, a quien se deben la mayoría de los resultados teóricos y teoremas concernientes tanto a la medida de Hausdorff como a la dimensión fractal.

## Medida de Hausdorff

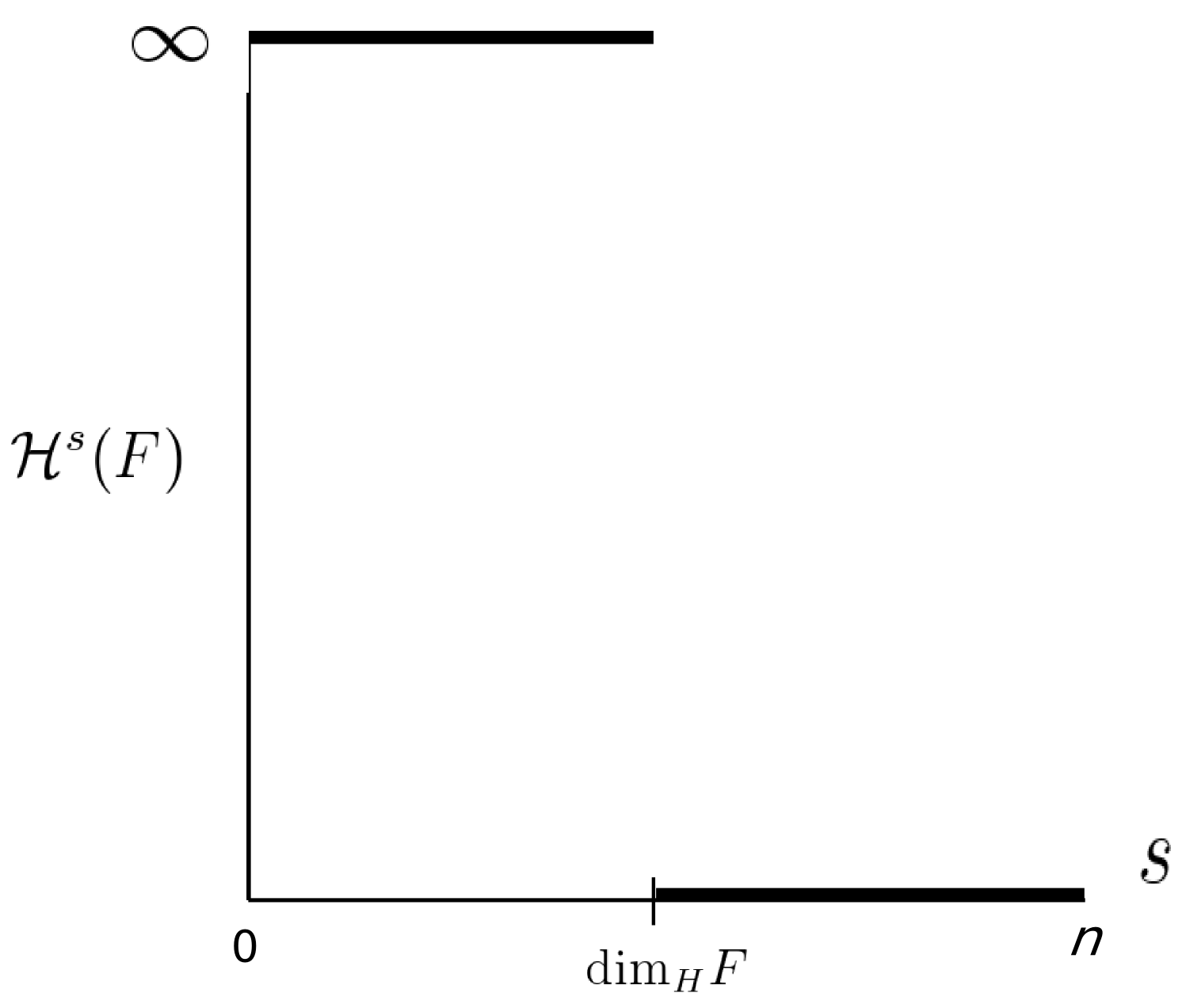
Contenido de Hausdorff de un conjunto: para valores de la dimensión inferiores a la dimensión de Haussdorff el contenido de Hausdorff es infinito, para valores superiores el contenido es cero. Solo para un valor igual a la dimensión de Hausdorff el contenido es una cantidad positiva y finita.

Sea {\displaystyle \scriptstyle U\subset \mathbb {R} ^{n}} un conjunto no vacío. El diámetro de {\displaystyle \scriptstyle U} se define como

{\displaystyle |U|=\sup\{|x-y|:x,y\in U\}}

Sea ahora {\displaystyle I\,} un conjunto arbitrario de índices. La colección {\displaystyle \{U_{i}\}_{i\in I}} se denomina {\displaystyle \delta }-recubrimiento de {\displaystyle F\,} si:
- {\displaystyle F\subset \bigcup _{i\in I}U_{i}}; y
- {\displaystyle 0<|U_{i}|\leq \delta }, para cada {\displaystyle i\in I}.

Sea {\displaystyle F\subset \mathbb {R} ^{n}} y {\displaystyle s} un número no negativo. Para cualquier {\displaystyle \delta >0} se define:

{\displaystyle {\mathcal {H}}_{\delta }^{s}(F)=\inf \left\{\sum _{i=1}^{\infty }|U_{i}|^{s}\right\}}

en donde el ínfimo se toma sobre todos los {\displaystyle \delta }-recubrimientos numerables de {\displaystyle F}. Es posible verificar que {\displaystyle {\mathcal {H}}_{\delta }^{s}} es de hecho una medida exterior en {\displaystyle \mathbb {R} ^{n}}.
La medida exterior {\displaystyle s}-dimensional de Hausdorff del conjunto {\displaystyle F} se define como el valor:

{\displaystyle {\mathcal {H}}^{s}(F)=\displaystyle \lim _{\delta \rightarrow 0}{\mathcal {H}}_{\delta }^{s}(F)}

Este límite existe, sin embargo, como {\displaystyle {\mathcal {H}}_{\delta }^{s}} crece cuando {\displaystyle \delta } decrece, puede ser infinito. 
Es fácil ver que {\displaystyle {\mathcal {H}}^{s}} es una medida exterior, así que, por el Teorema de Carathéodory, la restricción de {\displaystyle {\mathcal {H}}^{s}} a los conjuntos {\displaystyle {\mathcal {H}}^{s}}-medibles es de hecho una medida, llamada medida s-dimensional de Hausdorff.
La medida de Hausdorff generaliza la idea de longitud, área y volumen. La medida de dimensión cero cuenta el número de puntos en un conjuntos si el conjunto es finito, o es infinita si el conjunto lo es. La medida unidimensional mide la longitud de una curva suave en {\displaystyle \mathbb {R} ^{n}}. La medida bidimensional de un conjunto en {\displaystyle \mathbb {R} ^{2}} es proporcional a su área y análogamente la medida tridimensional de un conjunto en {\displaystyle \mathbb {R} ^{3}} es proporcional a su volumen. 
| Para todo conjunto {\displaystyle F\subset \mathbb {R} ^{n}} existe {\displaystyle s_{o}\leq n} con la propiedad: {\displaystyle {\mathcal {H}}^{s}(F)=\left\{{\begin{array}{rcl}\infty &{\textrm {para}}&s<s_{o}\\0&{\textrm {para}}&s>s_{0}\end{array}}\right.} |

Un gráfico de {\displaystyle {\mathcal {H}}^{s}} en función de {\displaystyle s} (ver figura) muestra que existe un valor crítico de {\displaystyle s} en el cual {\displaystyle {\mathcal {H}}^{s}} cambia súbitamente de {\displaystyle \infty } a {\displaystyle 0}.
El comportamiento de {\displaystyle {\mathcal {H}}^{s}(F)} puede explicarse de la siguiente manera: Se cubre el conjunto {\displaystyle F} con infinitos conjuntos de diámetro pequeño {\displaystyle \delta \rightarrow 0} y se calcula la suma de dichos diámetros elevados a la {\displaystyle s}-ésima potencia. Si {\displaystyle s} es pequeño, dichas potencias tienden a {\displaystyle 1} lo cual produce que la suma diverja. Si {\displaystyle s} es grande, las {\displaystyle s}-ésimas potencias tienen a cero y la suma tiende a anularse.

## Dimensión fractal de Hausdorff-Besicovitch
La dimensión de Hausdorff se define como:

{\displaystyle {\text{dim}}_{H}(F):=\sup\{s:{\mathcal {H}}^{s}(F)=\infty \}:=\inf\{s:{\mathcal {H}}^{s}(F)=0\}}

## Relación entre dimensiones fractales
La dimensión de Hausdorff-Besicovitch siendo similar numéricamente a otras dimensiones fractales, en general resulta no mayor que todas ellas, siendo para la mayoría de fractales clásicos coincidente con el resto de dimensiones fractales (generalmente más sencillas de calcular). De hecho ha podido demostrarse la siguiente cadena de desigualdades:

{\displaystyle D_{T}\leq D_{HB}\leq D_{MB}\leq D_{E}\leq D_{C}\,}

Donde:
{\displaystyle D_{T}\,} es la dimensión topológica que es siempre un entero.
{\displaystyle D_{HB}\,} es la dimensión de Hausdorff-Besicovitch que para los fractales clásicos suele ser un número irracional.
{\displaystyle D_{MB}\,} es la dimensión de Minkowski-Bouligand o de conteo de cajas, a veces llamada dimensión de Hausdorff.
{\displaystyle D_{E}\,} es la dimensión de empaquetado.
{\displaystyle D_{C}\,} es la dimensión del espacio euclídeo que contiene al fractal.
La primera desigualdad {\displaystyle \scriptstyle D_{T}\ \leq \ D_{HB}} se conoce como desigualdad de Szpilrajn y es uno de los principales resultados de la geometría fractal.